# Eduard von Eltz
Eduard von Eltz (* 2. Juli 1836 in Ischl; † 24. Februar 1915 in Karlsbad) war ein österreichisch-böhmischer Landespolitiker. Er war von 1894 bis 1901 Abgeordneter des Böhmischen Landtags (Deutsche Fortschrittspartei).

## Leben und Wirken
Er studierte am Schottischen Gymnasium in Wien und anschließend am Benediktinergymnasium in Kremsmünster. Danach erhielt er seine Ausbildung in Lausanne in der Schweiz. Im Anschluss arbeitete er auf dem Gut des Grafen Hompesch in Galizien und des Erzbischofs von Olmütz. Danach studierte er ab 1848 weitere drei Jahre an der Technischen Hochschule Wien. Nach dem Einsatz als k. k. Landwehroberleutnant im 41. Landwehrbataillon in Eger und Graz übernahm er anschließend die Verwaltung des Gutes, das er 1870 verkaufte. 
Von 1870 bis 1882 diente Eduard von Eltz in der österreichisch-ungarischen Armee, wo er den Rang eines Hauptmanns erreichte. Er beteiligte sich am öffentlichen Leben, unterstützte die Gründung von Volkskreditgenossenschaften und Wirtschaftsverbänden. Er saß im Bezirksrat und im Bezirksausschuss in Falkenau an der Eger.
In den 1890er Jahren engagierte er sich in der Landespolitik. Bei den Ersatzwahlen im Januar 1894 wurde er für den Wahlkreis Falknov in die Kurie der Landgemeinden des Böhmischen Landtages gewählt. Hier verteidigte er 1895 in ordentlichen Wahlen sein Mandat. Er trat als deutscher Liberaler in der Deutschen Fortschrittspartei auf. Außerdem arbeitete er auch als Kolumnist und hatte große Verdienste um die Organisation eines deutschen Turnvereins in Böhmen. Daneben war er Geschäftsleiter des Landwirtschaftlichen Bezirksvereins in Falkenau. Er starb im Februar 1915 während eines winterlichen Kuraufenthaltes in Karlsbad.